# Swetlana Alexejewna Timoschinina
Swetlana Alexejewna Timoschinina, geb. Chochlowa (russisch Светлана Алексеевна Тимошинина; geb. Хохлова; * 15. Juli 1973 in Moskau) ist eine ehemalige russische Wasserspringerin. Sie sprang im 10-m-Turmspringen und mit Jewgenija Olschewskaja im 10-m-Synchronspringen, trainiert wurde sie von Waleri Statsenko. Timoschinina errang mehrere Medaillen bei Welt- und Europameisterschaften und nahm an drei Olympischen Spielen teil.
Timoschinina begann im Alter von acht Jahren mit dem Wasserspringen. Im Jahr 1993 gewann sie in Sheffield mit Gold vom Turm bei der Europameisterschaft ihre erste Medaille im Erwachsenenbereich, 1995 in Wien errang sie im gleichen Wettbewerb Bronze. 1994 nahm sie zudem erstmals an einer Weltmeisterschaft teil, im Finale vom Turm wurde sie dabei Achte. Timoschinina nahm an den Olympischen Spielen 1996 in Atlanta teil, schied jedoch auf Rang 20 im Vorkampf aus. Bei der Europameisterschaft 1999 in Istanbul gewann sie erneut Bronze im Einzel und mit Olschewskaja Gold im Synchronwettbewerb, 2000 in Helsinki gewann sie ebenfalls Gold und Bronze, diesmal aber Gold im Einzel und Bronze im Synchronspringen. Bei den Olympischen Spielen in Sydney erreichte sie im Einzel Rang acht und mit Olschewskaja Rang sechs. Ein Jahr später gewann Timoschinina in Fukuoka auch ihre erste Medaille bei einer Weltmeisterschaft, mit Olschewskaja errang sie Silber. Auch in den folgenden Jahren war das Duo weiter erfolgreich. Bei der Europameisterschaft 2002 in Berlin gewann das Duo Bronze, ebenso bei der Weltmeisterschaft 2003 in Barcelona. 2004 nahm Timoschinina in Athen letztmals an Olympischen Spielen teil, im Einzel schied sie als 19. jedoch nach dem Vorkampf aus. Nach den Spielen beendete Timoschinina ihre aktive Karriere.
Timoschinina ist Absolventin an der Russischen Staatlichen Universität für Körperkultur. Sie ist mit Wladimir Timoschinin verheiratet, ebenfalls ein erfolgreicher Wasserspringer und mehrfacher Europameister. Ihre gemeinsame Tochter Julija (* 23. Januar 1998) ist ebenfalls Wasserspringerin.